# Grand Prix des Amériques 1990
La 3e édition du Grand Prix des Amériques a lieu le 30 septembre 1990. Remportée par l'Italien Franco Ballerini, de l'équipe Del Tongo, elle est la neuvième épreuve de la Coupe du monde.

## Classement final
| Pos. | Cycliste           | Équipe           | Temps          |
| ---- | ------------------ | ---------------- | -------------- |
| 1    | Franco Ballerini   | Del Tongo        | 6 h 2 min 46 s |
| 2    | Thomas Wegmüller   | Weinmann         | + 30 s         |
| 3    | Sammie Moreels     | Lotto-Super Club | + 33 s         |
| 4    | Claudio Chiappucci | Carrera          | + 41 s         |
| 5    | Steve Bauer        | 7-Eleven         | + 1 min 40 s   |
| 6    | Sean Kelly         | PDM-Concorde     | m.t.           |
| 7    | Louis de Koning    | Panasonic        | m.t.           |
| 8    | Rudy Dhaenens      | PDM-Concorde     | m.t.           |
| 9    | Marco Lietti       | Ariostea         | + 3 min 41 s   |
| 10   | Rudy Verdonck      | Lotto            | + 3 min 51 s   |